# Ашер, Зигфрид
Зигфрид Ашер (нем. Siegfried Ascher; 22 июня 1877, Берлин — 22 февраля 1962, Хайфа) — немецкий архитектор, известный филателист и коллекционер цельных вещей. Автор составленного им в 1920-х годах в Германии двухтомного специализированного каталога цельных вещей мира «Großer Ganzsachen-Katalog» («Большой каталог цельных вещей»), который стал уже классическим и до сих пор является авторитетным международным справочником и самым полным каталогом подобного рода.

## Биография
Зигфрид Ашер жил в Вильмерсдорфе и работал архитектором и судебным экспертом в строительстве. Во время Первой мировой войны он служил в армии в звании капитана и в 1915 году был награждён Железным крестом. З. Ашер был членом масонской ложи «Виктория» («Victoria») в Берлине. В 1939 году Ашер был вынужден эмигрировать в тогдашнюю Палестину.

## Вклад в филателию
В возрасте 29 лет он начал собирать цельные вещи. С 1909 года Ашер был членом Берлинского союза коллекционеров цельных вещей (основан в 1901 году; Berliner Ganzsachen-Sammler Verein von 1901) и с 1912 года входил в состав правления Союза. В этот период Зигфрид Ашер сдружился как с Карлом Линденбергом, так и с Францем Калькхоффом. Благодаря сотрудничеству при составлении каталога цельных вещей братьев Зенф 1914 года, он оказался вовлечён в создание подобных каталогов. При переезде в Палестину, однако, основная часть всей его большой коллекции цельных вещей была утрачена. В Израиле З. Ашер принял участие в организации местной филателистической федерации.

## Почётные звания и награды
- Железный крест (1915).
- Почётный член Берлинского союза коллекционеров цельных вещей (1926)[10].
- Награждён медалью Линденберга (1933)[11].
- Почётный председатель Израильской филателистической федерации[англ.] (1945)[12].
- Учредил медаль Ашера Израильской филателистической федерации в 1947 году в честь своего 70-летия[11].
- Почётный член Берлинского клуба филателистов[англ.] (1957)[12].
- Награждён медалью Калькхоффа[англ.] (1959)[13].

## Избранные труды

### Каталоги

#### Весь мир
«Большой каталог» редактировался Зигфридом Ашером с помощью нескольких других собирателей цельных вещей и печатался в виде отдельных бюллетеней, выходивших с 1923 года по 1929 год девятью выпусками. Эти выпуски далее печатались в небольших томах, и, наконец, полное произведение появилось в двух больших томах, изданных одной книгой:
- Großer Ganzsachen-Katalog / Auf Veranlassung des Berliner Ganzsachen-Sammler-Vereins. — Borna bei Leipzig: Verlag von Robert Noske, 1925—1928. — lii + 1360 S. (нем.)
  - 1925. — Bd. 1: Afghanistan bis Mittelkongo. [Том 1: Афганистан — Среднее Конго.][≡]
  - 1928. — Bd. 2: Mocambique bis Württemberg. [Том 2: Мозамбик — Вюртемберг.][≡]

Оригинальное издание «Большого каталога цельных вещей»
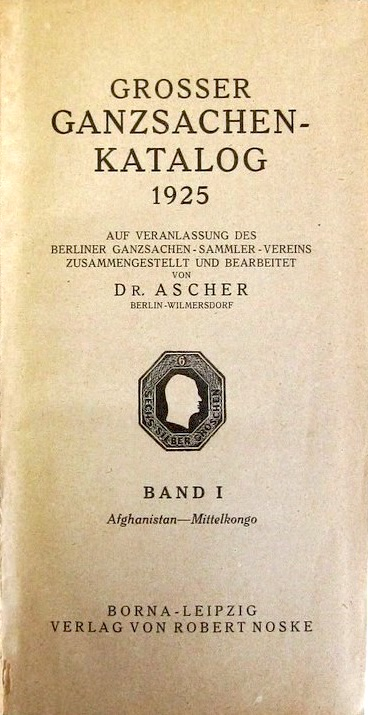
Том 1 (1925)[^]
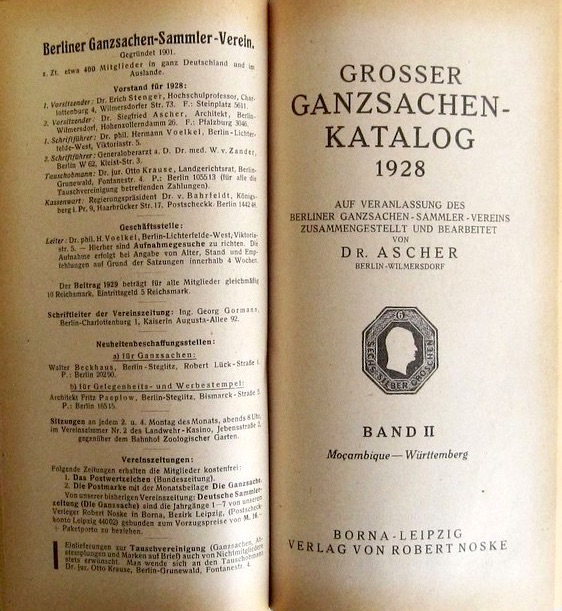
Том 2 (1928)[^]

Среди совсем мало изученных цельных вещей в этом каталоге можно найти, к примеру, описание цельных вещей адресных столов дореволюционной России, отпечатанных для трёх городов — Санкт-Петербурга, Москвы и Варшавы (хотя и не полностью).
Каталог доктора Ашера издавался до 1962 года, когда Ашер умер, и переиздаётся до сегодняшнего дня. Кроме того, регулярно выходили новые прейскуранты для цельных вещей, перечисленных в каталоге.
На основе каталожного труда Ашера построены все современные каталоги цельных вещей. Так, каталог цельных вещей, появившийся в 1970 году в США, был частично основан на переводе на английский язык ряда глав из каталога Ашера, причем некоторые разновидности, например, открыток в американском каталоге не были приведены.

#### Германия
Ещё одним каталогом, выпущенным Ашером в соавторстве с Теодором Юнкером (Theodor Junker), стал указатель для цельных вещей Германии за период 1850—1930 годов, который также выдержал несколько изданий:
- Die Deutschen Ganzsachen 1850—1930. — Borna bei Leipzig: Verlag von Robert Noske, 1930. — 389 S. (нем.)
- Die Deutschen Ganzsachen 1850—1930 / Anläßlich der Internationalen Postwertzeichen-Ausstellung Berlin 1930 «IPOSTA» im Auftrage des Berliner Ganzsachen-Sammler-Vereins. — 2. verbesserte Auflage. — Borna bei Leipzig: Verlag von Robert Noske, 1930. — xxxii + 384 S. (нем.)
- Die Deutschen Ganzsachen 1850—1930. — 2. verbesserte Auflage. — Borna bei Leipzig: Verlag von Robert Noske, 1932. — 388 S. (нем.)

### Журнальные работы
З. Ашер также написал ряд филателистических статей и исследований, которые печатались в филателистических журналах того времени. С 1919 по 1929 год он был главным редактором журнала для коллекционеров цельных вещей Берлинского союза коллекционеров цельных вещей, который несколько раз менял своё название с течением времени.